# І.К. Бретіану
І.К. Бретіану (рум. I.C. Brătianu) — комуна у повіті Тулча в Румунії. До складу комуни входить єдине село І.К. Бретіану.
Комуна розташована на відстані 187 км на північний схід від Бухареста, 64 км на північний захід від Тулчі, 144 км на північ від Констанци, 2 км на південний схід від Галаца.

## Населення
За даними перепису населення 2002 року у комуні проживали 1304 особи.
Національний склад населення комуни:
| Національність | Кількість осіб | Відсоток |
| -------------- | -------------- | -------- |
| румуни         | 1288           | 98,8%    |
| цигани         | 15             | 1,2%     |
| українці       | 1              | 0,1%     |

Рідною мовою назвали:
| Мова      | Кількість осіб | Відсоток |
| --------- | -------------- | -------- |
| румунська | 1289           | 98,8%    |
| циганська | 15             | 1,2%     |

Склад населення комуни за віросповіданням:
| Релігія     | Кількість осіб | Відсоток |
| ----------- | -------------- | -------- |
| православні | 1303           | 99,9%    |
| реформати   | 1              | 0,1%     |

## Зовнішні посилання
- Дані про комуну І.К. Бретіану на сайті Ghidul Primăriilor [Архівовано 19 червня 2013 у Wayback Machine.]